# Chlosterspitz
Der Chlosterspitz (auch Klosterspitz) ist ein 1326 m ü. M. hoher Berg im Schweizer Kanton Appenzell Innerrhoden.
Der Berg liegt auf der Gemeindegrenze zwischen Appenzell und Schwende-Rüte. Auf dem Gipfel stehen eine Bank und ein einfaches Gipfelkreuz. Die Aussicht von hier umfasst verschiedene höhere Berge der Umgebung, z. B. den Säntis, den Hohen Kasten und den Kronberg.